# سويسايد
هذه صفحة عن شخصية خيالية تدعى سويسايد إذا كنت تقصد قتل النفس انظر انتحار.

سويسايد (بالإنجليزية: Suicide) هو شخصية مصارعة يستخدمها عدة مصارعين في منظمة توتال نونستوب أكشن ريسلينغ (تي إن إيه) وشخصية خيالية من لعبة تي إن إيه إمباكت!. في ديسمبر 2008م ظهر سويسايد في الحياة الحقيقية كمصارع.
يعتبر سويسايد بطل سابق لبطولة تي إن إيه إكس ديفيجن. ومع أن فرانكي كازاريان كان يلعب دور الشخصية، إلا أن كريستوفر دانيالز كان يلعب دور الشخصية في بدايات عام 2009م. في يونيو 2010م، أصبح اكيرا كاواباتا ثالث مصارع يلعب دور سويسايد. في أكتوبر 2010م، تم إلغاء الشخصية بالكامل.[بحاجة لمصدر] إلا أنها عادت للظهور مجددا في يناير 2011م حيث تقمص دانيالز الشخصية

## في لعبة الفيديو
صُممت شخصية سويسايد بواسطة ميدواي للألعاب كشخصية أصلية تظهر في لعبة الفيديو تي إن إيه إمباكت!. وكشخصية أصلية، فإن ميدواي قايمز تمتلك كافة حقوق استعماله وليس مثل شخصيات اللعبة التي تعود ملكيتها إما لتي إن إيه أو للمصارعين أنفسهم. المصارع لو كاي إعار صوته إلى الشخصية كما ظهر في لقطة اللعبة بنفسه.
في اللعبة، يكون سويسايد مصارعًا محترفًا في منظمة توتال نونستوب أكشن ريسلينغ (تي إن إيه) يتسلق سلم النجاح. لكن وقبل مباراته التي كانت على بطولة تي إن إيه العالمية للوزن الثقيل يتلقى تحذيرًا من فريق لاتين أميركان إكستشاينج (إل إيه إكس) يطلب منه الانسحاب وعدم لعب المباراة. سويسايد لم يستجب لهم. وبسبب رفضه، تعرض لضرب مبرح من إل إيه إكس وكاد أن يموت في المكسيك. حتى أنقذه الأطباء بعدما وجدوه حيث أجريت له عملية جراحية مجانية من أجل مساعدته على الشفاء. وهذا ما يسمح للاعب بخلق نظرته الخاصة لسويسايد وإنشاء هويته الجديدة في هذه العملية.
من تلك النقطة، يرى سويسايد (في إطار هويته الجديدة) أن لديه موهبة لمصارعة المحترفين. وبعد نجاحه في المكسيك، وفي قاعدة للجيش الأمريكي، ضمه كيفن ناش إلى تي إن إيه. وبعد تغلبه على قسم إكس ديفيجن يكوِّن سويسايد فريقًا مع إيريك يونغ يدعى البسكويت المالح للعب في قسم الفرق الثنائية. وبسبب تراخي سويسايد، يخطف فريق إل إيه إكس يونغ ويأمرونه أن يلعب مباراة على بطولة تي إن إيه العالمية ضد كيرت أنجل ثم التخلي عنها لجيف جاريت. وبعد فوزه ببطولة العالم للوزن الثقيل، يتذكر سويسايد ماضيه ويكتشف أن جاريت هو من أعطى الأوامر إلى إل إيه إكس لضربه. وبعد أن أنقذ ناش وساموا جو يونغ من إل إيه إكس، ينتقم سويسايد من جاريت بفوزه عليه في مباراة على لقب بطولة العالم للوزن الثقيل.

## في التلفزيون

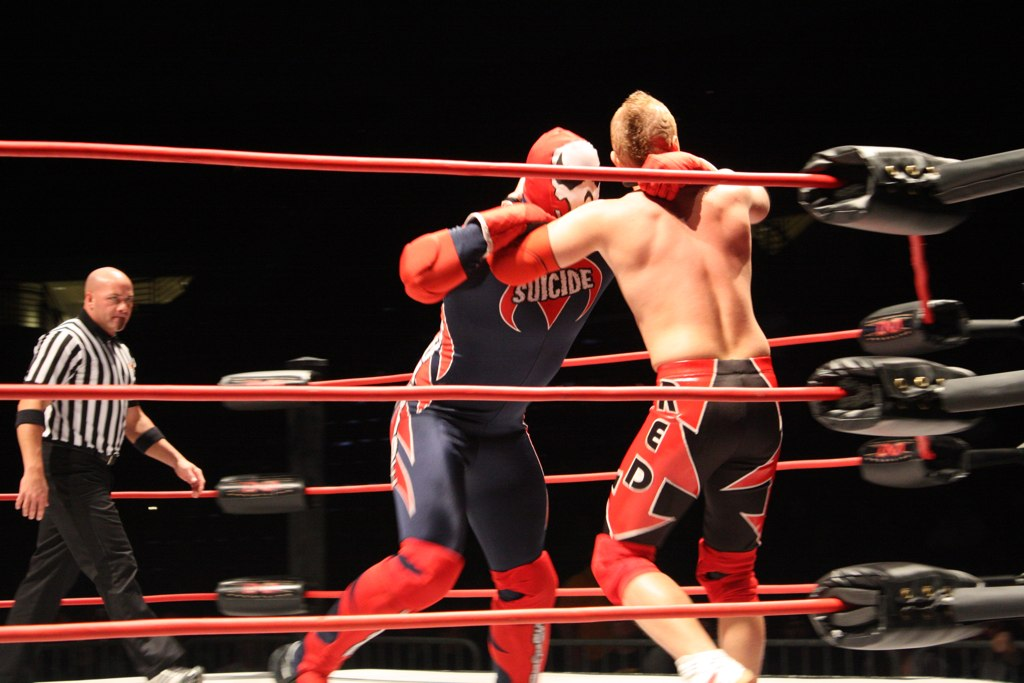
سويسايد يصارع اميزينغ ريد

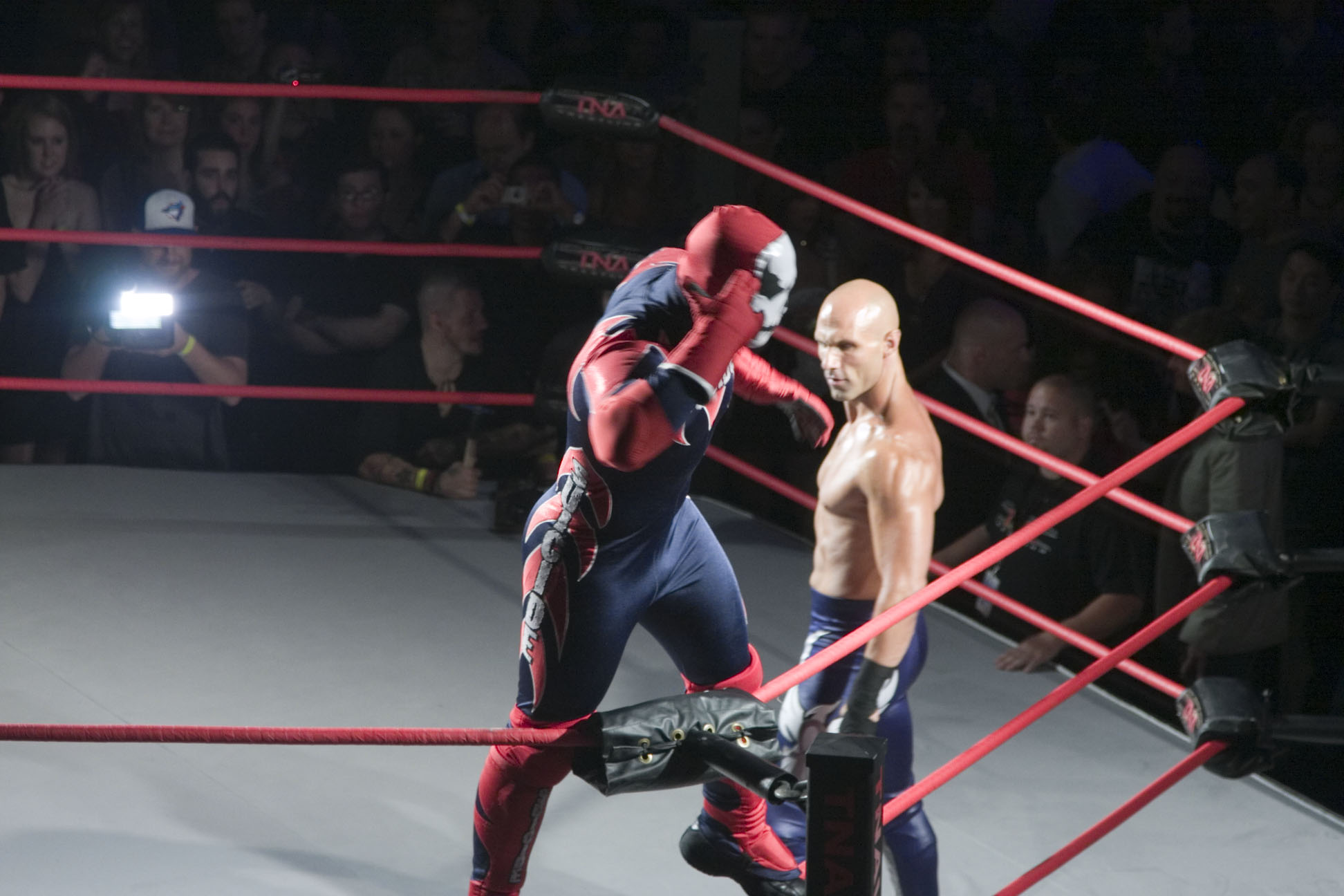
سويسايد يقف أمام دانيالز الذي كان يلعب دور الشخصية

بدأت عبارة «هو إز سويسايد.كوم» تظهر في كل حلقة من البرنامج التلفزيوني تي إن إيه إمباكت! من بعد 14 أغسطس 2008. حيث تظهر العبارة لمدة أقل من ثانية ثم تختفي. وأثناء ذلك في موقع تي إن إيه الإلكتروني، بدأت أخبار تتحدث عن أن سويسايد سيأتي للحياة الحقيقة. ظهر سويسايد لأول مرة في حدث فاينال ريسولوشن هندما هاجم فريق موتر ستي ماشين غنز (أليكس شيلي وكريس سابين). في حدث ديستانيشن إكس، حل كريستوفر دانيالز محل فرانكي كازاريان الذي أصيب في دور سويسايد، حيث ربح بطولة تي إن إيه إكس ديفيجن في مباراة التميت إكس. في 14 مايو وبعد أن شك فريق ذا موتر ستي ماشين غنز وفريق ليثل كونيسكونيس (جاي ليثل وكونيسكونيس كريد) أن دانيالز هو من يقوم نفسه سويسايد، أمسكوا به وحاولوا خلع قناعه، ألا أن دانيالز نفسه جاء لينقذ سويسايد منهم. حافظ سويسايد على لقبه ضد دانيالز في مباراة جرت في حدث سكرافايس بعد أن انتهى الوقت المخصص للمباراة. وكما أوضح السيناريو، فأن هذا أثبت أن دانيالز ليس هو سويسايد.
في حدث سلامفيرساري، حافظ سويسايد على لقبه في مباراة ملك الجبل ضد شيلي، وسابين، وليثل، وكريد. في 16 يوليو خسر سويسايد لقبه لهوميسايد بعد أن استخدم هوميسيايد عقد حقيبة «فيست أور فايرد». بعد أن غاب لعدة أسابيع، عاد سويسايد في حدث هارد جستيس عندما لعب في مباراة ستيل اسيلوم حيث خسر بسبب دانجيلو دانيرو. في حلقة 20 أغسطس من إمباكت! هاجم سويسايد دانيرو بعد مباراته مع كونيسكونيس كريد. في حلقة 17 سبتمبر من إمباكت! هزم دانيرو سويسايد في مباراة انتقام. في حدث نو سرندر، خسر سويسايد أمام دانيرو مرة أخرى في مباراة تثبيت في أي مكان. وفي الأسبوع التالي في إمباكت! استطاع سويسايد أن يهزم دانيرو عندما هزمه في مباراة قتال شارع. في حلقة 15 أكتوبر من إمباكت! سرق هوميسايد بذلة سويسيايد وقال أنه يعرف حقيقته. في حلقة 3 ديسمبر من إمباكت! تصالح سويسايد مع دانيرو وأنضم معه إلى فريق مات مورغان وهيرنانديز في حربهم ضد فريق فريق ثري دي، وراينو، وجيسي نيل. في حدث فاينال ريسولوشن فاز فريق مورغان، وهيرنانديز، وسويسايد، ودانيرو على فريق ثري دي، وراينو، وجيسي نيل في مباراة إزالة لثمانية مصارعين.
في حلقة 18 فبراير 2010 من إمباكت! عاد كازارين إلى تي إن إيه ولم يعد يقوم بدور سويسايد. في 14 يونيو عادت الشخصية للظهور مرة ثانية في تي إن إيه عن طريق المصارع الياباني أكيرا كواباتا، الذي عاد إلى تي إن إيه بعد غياب أربعة أشهر حين خسر امام ماغنوس في مباراة مسجلة لبرنامج إكسبلوجن. في 12 يوليو فاز كواباتا لأول مرة بشخصية سويسايد أثناء برنامج إكسبلوجن عندما هزم إيريك يونغ. تقاعدت الشخصية بعد أن خسر كواباتا مباراة أمام كازارين في 12 سبتمبر أثناء حدث حي في ويندزر، أونتاريو. في 8 أكتوبر عاد كواباتا إلى شخصيته القديمة، كايوشي، ثم أُزيلت صفحة الشخصية من موقع تي إن إيه الرسمي في 13 أكتوبر. مما يشير إلى نهاية الشخصية بالكامل. في 31 يناير 2011 عادت الشخصية مرة ثانية أثناء تسجيل مباريات تي إن إيه إكسبلوجن حين عاد كريستوفر دانيالز لتقمص دور الشخصية. عاد سويسايد إلى التلفزيون ثانية أثناء حلقة 7 أبريل من إمباكت! عندما لعب هو وكريس سابين وبرايان كندريك وفازوا على جيرمي بك، وماكس بك وروبي إي.

## في المصارعة
- الحركة القاضية

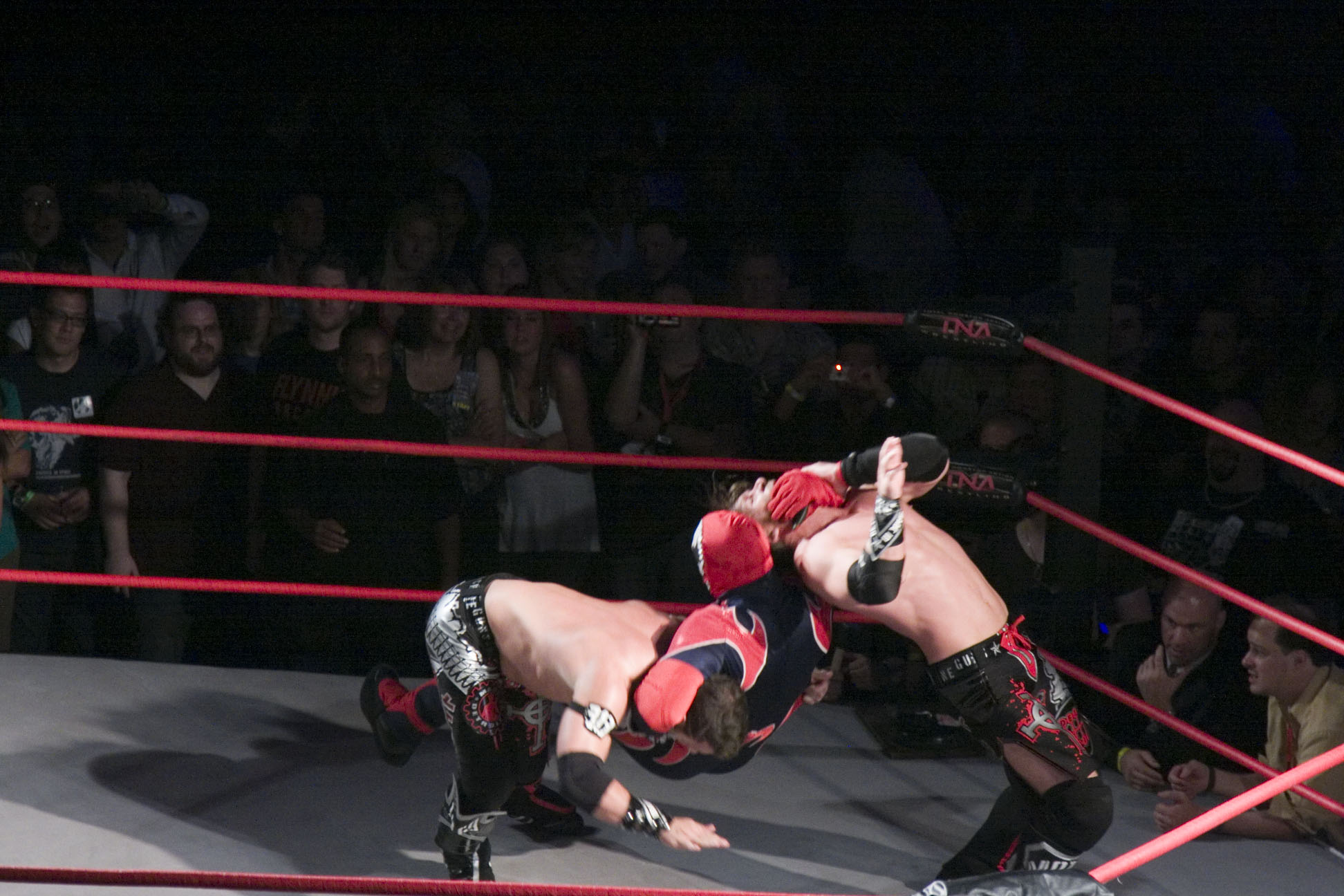
سويسايد ينفذ حركة سيمولتانيوس نكبريكر ودي دي تي على فريق موتر ستي ماشين غنز

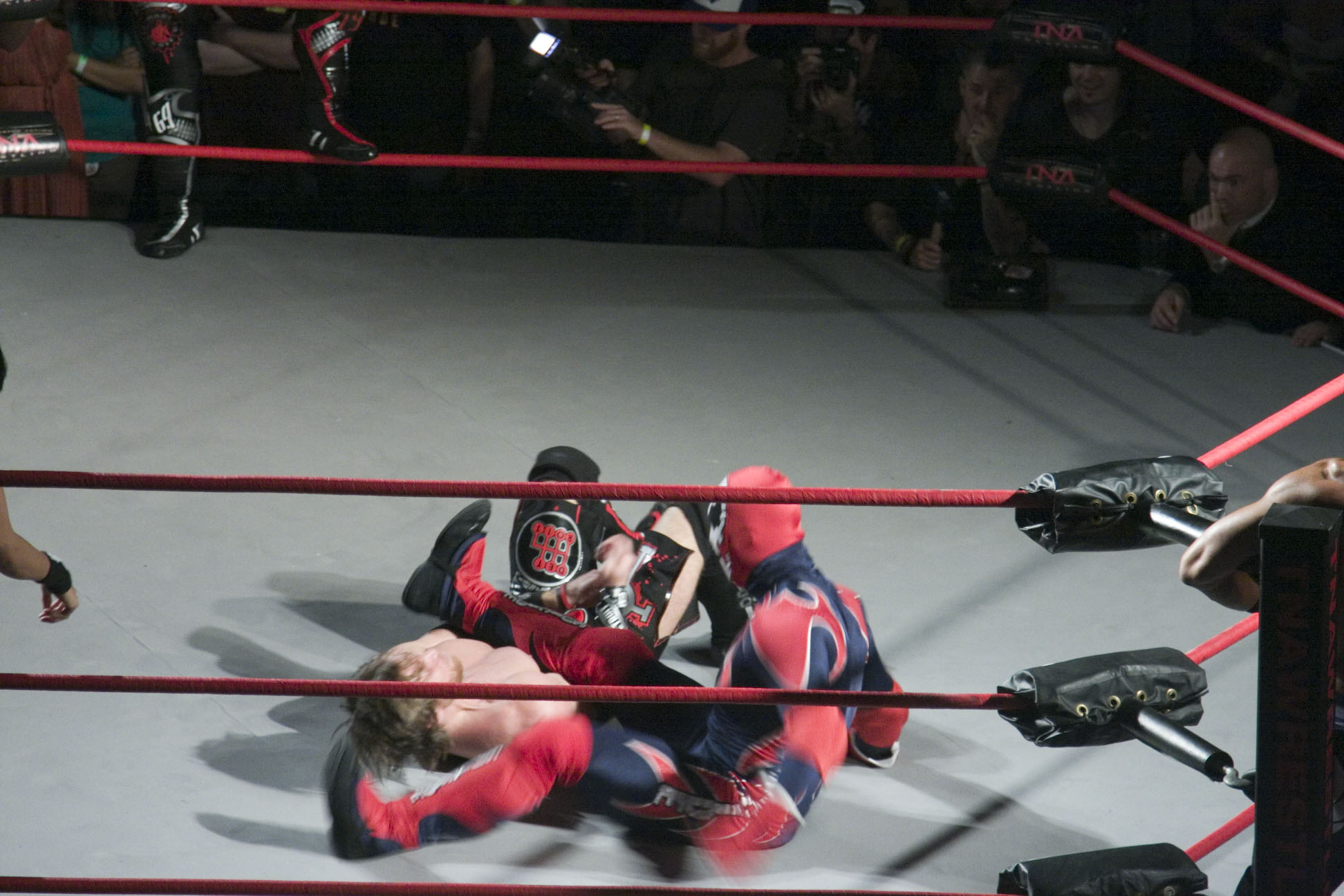
سويسايد ينفذ حركة ليغ دروب على كريس سابين

  - دي أو إيه – ديد أون ارايفل (ليغ تريب سنتست فلب بوربومب)[30] – 2008
  - رولنغ مونسولت سايد سلام[31] – 2009
  - رننغ دبل هاي ني إلى مصارع في الزاوية يقلبها إلى دبل ني فيسبريكر[32] – 2009
  - سويسايد سولوشن (بيلي تو باك سوبليكس)[33] – 2008–2009، 2011
- حركات معروف بها
  - هيدبوت[33]
  - رولنغ فيرمان كاري سلام[34]
  - رننغ فرونت دروب كيك[33]
  - ررنغ سناب مير دريفر إلى الوسادة الثانية في أحد زوايا الحلبة[32]
  - سلاينشوت أوكلاهوما رول[35]
  - سبرينغبورد باك إيلبو[36]
  - سويينغ راشن ليغ سويب[37]
- ألقاب
  - «ذا دارك سايفور»(مُخَلِّص الظلام)[38]
- أغنية الدخول
  - «كمنغ أ لايف» بواسطة دايل أوليفر[39]

## بطولات وجوائز
- توتال نونستوب أكشن ريسلينغ

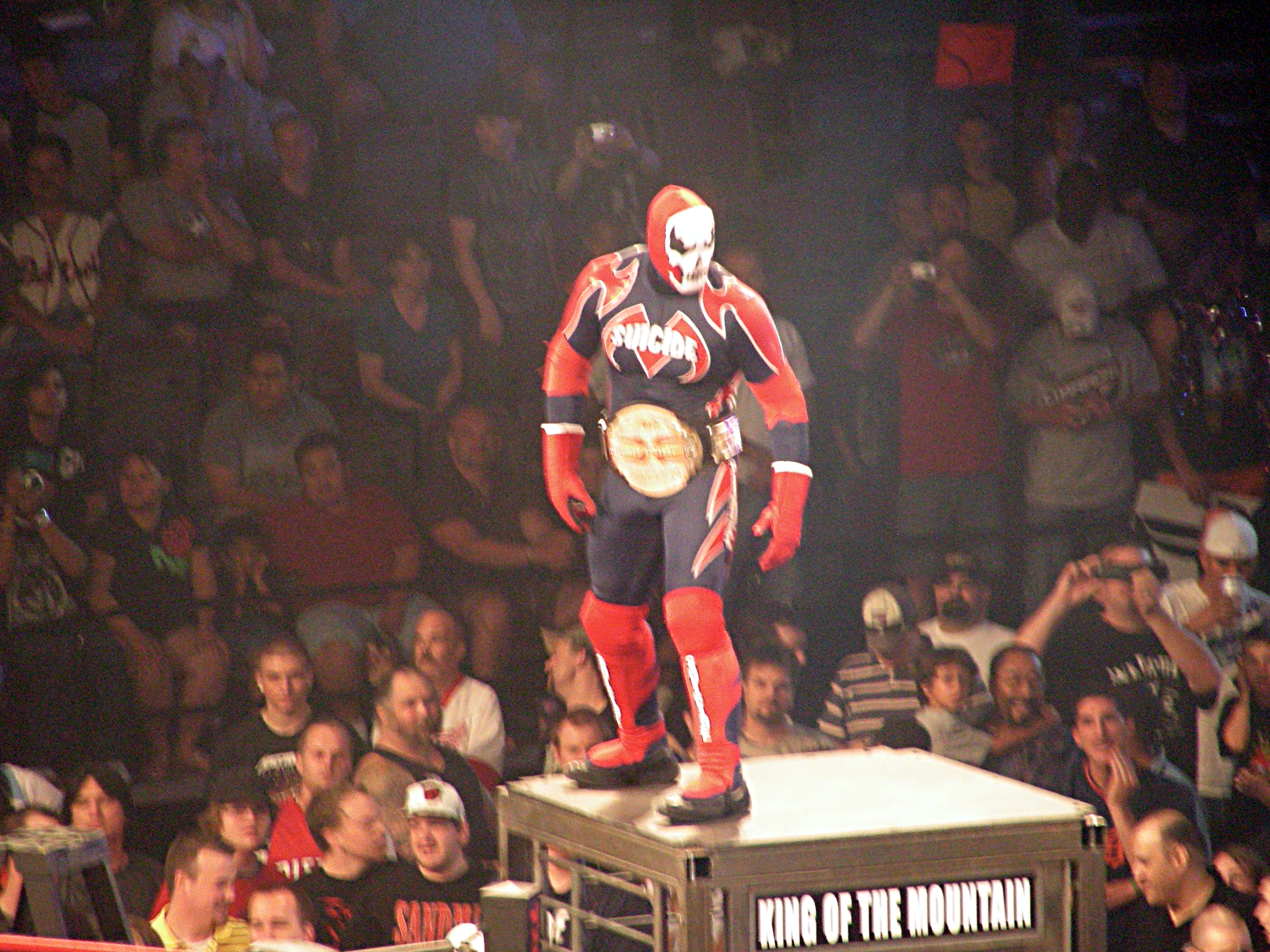
سويسايد وهو بطل بطولة تي إن إيه إكس ديفيجن.

  - بطولة تي إن إيه إكس ديفيجن (مرة واحدة)[40]
  - ملك الجبل لقسم إكس ديفيجن (2009)[13]

## وصلات خارجية
- صفحة سويسايد في تي إن إيه
- هو إز سويسايد؟